# Giro di Lombardia 1920
Il Giro di Lombardia 1920, sedicesima edizione della corsa, fu disputata il 9 novembre 1920, su un percorso totale di 242 km. Fu vinta dal francese Henri Pélissier, giunto al traguardo con il tempo di 8h23'00", alla media di 28,819 km/h, precedendo Giovanni Brunero e Gaetano Belloni.
Presero il via da Milano 34 ciclisti e 28 di essi portarono a termine la gara.

## Ordine d'arrivo (Top 10)
| Pos. | Corridore        | Squadra         | Tempo    |
| ---- | ---------------- | --------------- | -------- |
| 1    | Henri Pélissier  | Bianchi-Pirelli | 8h23'00" |
| 2    | Giovanni Brunero | Legnano         | a 1'20"  |
| 3    | Gaetano Belloni  | Bianchi-Pirelli | s.t.     |
| 4    | Giuseppe Azzini  | Bianchi-Pirelli | a 11'25" |
| 5    | Louis Luguet     | -               | a 12'18" |
| 6    | Alfredo Sivocci  | Legnano         | a 17'30" |
| 7    | Federico Gay     | Bianchi-Pirelli | s.t.     |
| 8    | Lauro Bordin     | Bianchi-Pirelli | s.t.     |
| 9    | Ugo Agostoni     | Bianchi-Pirelli | a 19'10" |
| 10   | Carlo Galetti    | Legnano-Pirelli | a 23'15" |